# Konka Group
Konka Group Company Limited (康佳集团, «Канцзя Цзитуань») — китайский производитель бытовой и коммерческой электроники, в том числе цветных телевизоров, жидкокристаллических дисплеев, цифровых вывесок, мобильных телефонов, холодильников и стиральных машин. Основан в 1980 году, штаб-квартира расположена в городе Шэньчжэнь.

## История
Компания основана в мае 1980 года как Shenzhen Konka Electronic Group Co. Ltd., в 1984 году начала выпускать первые телевизоры, в 1992 году вышла на Шэньчжэньскую фондовую биржу, в августе 1995 года сменила название на Konka Group Co. Ltd..
В июне 2001 года была основана дочерняя компания Shenzhen Konka E-display Co. Ltd., которая выпускает LED дисплеи, LCD дисплеи (в том числе видеостены), дисплеи для наружной рекламы, стадионов и вокзалов, системы управления цифровыми вывесками. В 2004 году в провинции Аньхой открылся завод Konka Group по выпуску цветных HD телевизоров.
В 2007 году в Германии был основан европейский сбытовой и логистический филиал Konka Group. В 2018 году Konka Group заняла 1865-е место в рейтинге Forbes Global 2000 (её продажи составили 61 млрд юаней), однако в 2019 году из-за падения оборота компания выбыла из списка. Кроме того, в 2019 году Konka Group создала совместное сборочное предприятие в Египте. В 2020 году компания создала исследовательские центры в области 5G и MicroLED.
В 2021 году Konka Group открыла в районе Гуанмин (Шэньчжэнь) завод по выпуску OLED телевизоров и глобальный научно-исследовательский центр. По итогам 2022 года на Китай пришлось 50,1 % продаж, на внешние рынки — 49,9 %.

## Деятельность
Konka Group занимается производством бытовой электроники, развитием промышленных парков, облачными услугами и финансовыми инвестициями. Konka входит в пятёрку ведущих марок телевизоров в Китае и лидирует в сегментах 4K и 8K.
Konka Group разрабатывает и производит следующую продукцию:
- Умные телевизоры (в том числе OLED, LED, QD-LED и мобильные сенсорные)
- Коммерческие дисплеи (в том числе интерактивные сенсорные экраны, LED дисплеи, LCD видеостены и цифровые вывески)
- Бытовую технику (в том числе холодильники, морозильные камеры, стиральные и посудомоечные машины, кондиционеры и кофе-машины)
- Умные устройства (в том числе умные колонки и умные часы)
- Мобильные телефоны и ноутбуки
- Домашнюю мебель (в том числе обеденные и кофейные столы)

### География
Заводы Konka Group расположены в Шэньчжэне, Дунгуане, Чучжоу, Чэнду и Сиане, а также на Филиппинах, в Египте и Мексике; сбытовые филиалы — в Германии, Польше, США, Мексике, Бразилии и Индии.

## Акционеры
Контрольный пакет акций Konka Group (30 %) принадлежит государственной OCT Group (Шэньчжэнь). Основными институциональными инвесторами компании являются Ван Цзинфэн (6,97 %), Ли Ханьфа (1,1 %), The Vanguard Group (0,27 %) и Guotai Asset Management (0,22 %).